# Novoarjánguelskaya
Novoarjánguelskaya (del ruso: Новоархангельская) es una stanitsa del raión de Tijoretsk del krai de Krasnodar, en Rusia. Está situada en las llanuras de Kubán-Priazov, en la orilla izquierda del Chelbas, en su confluencia con el arroyo Yekomova, frente a Bolshevik, 10 km al sudeste de Tijoretsk y 121 km al nordeste de Krasnodar, la capital del krai. Tenía 741 habitantes en 2010.
Pertenece al municipio Alekséyevskoye.

## Historia
La localidad fue fundada en 1919.

## Transporte
Al este de la localidad pasa la carretera federal M29 Cáucaso.

## Personalidades
- Anatoli Pajómov (*1960), político ruso, alcalde de Sochi.